# Dona Joaninha (locomotiva)
Dona Joaninha ou Estrada de Ferro Sorocabana 6 é uma locomotiva a vapor (com o incomum arranjo de rodas 2-6-4) que agora está em exibição estática em Guarulhos, São Paulo. Construída em 1940, foi utilizada para movimentar cana-de-açúcar pelo Brasil até a década de 1960. Um negociante de sucata a comprou por volta de 1976 e foi colocada em exibição estática por volta de 2000. Depois de cair em desuso, foi restaurada em 2020.

## Construção
Foi a segunda locomotiva construída por João Bottene da Bottene & Filhos. Foi construída com base no chassi, rodas e tubulações de vapor de uma locomotiva EFS, com nova caldeira, caixa d'água, cabine, bogie traseiro e casamata de lenha, montada em oficina na Usina Monte Alegre. Ele usou um 1m e pesava 150 toneladas, com uma capacidade de tração de 1300 toneladas. Recebeu o nome de Dona Joaninha em homenagem a Dona Joana Morganti, proprietária da oficina. A locomotiva foi inaugurada em janeiro de 1940.

## Operação
A locomotiva era utilizada para movimentar cana-de-açúcar na estrada de ferro particular da Usina Tamoio, em Araraquara, e que terminava na estação Tamoio, perto de São Carlos. Esteve em uso até a linha ser fechada em meados da década de 1960.

## Exibição estática
Após o fechamento da linha, a locomotiva permaneceu nas dependências da ferrovia até por volta de 1976, quando foi adquirida por um sucateiro de Guarulhos. Depois de se mudar para lá, o sucateiro fez parceria com a Prefeitura de Guarulhos para colocar a locomotiva em exposição por volta de 2000 na Praça IV Centenário (atual Praça Paschoal Thomeu), bairro Centro, em frente a réplica da Estação Guarulhos do Tramway da Cantareira, onde ainda se preserva apenas a Casa Amarela.
Já em exibição no parque, caiu em desuso, com uma árvore caindo na chaminé, amassando-a, junto com ferrugem e podridão por falta de manutenção. Não estava protegida contra pessoas que subam nela. Originalmente pintada de verde quando foi instalada na praça, foi restaurada para preto e depois ficou multicolorida através de pichações. A calçada portuguesa nas proximidades foi deixada com um monte de entulho. O governo local começou a buscar financiamento privado para consertar a locomotiva em 2017.
As obras de restauração começaram em julho de 2020, financiadas por empresas locais, com coordenação da Secretaria do Meio Ambiente (SEMA), mas sem financiamento da Prefeitura. Peças enferrujadas foram substituídas, a chaminé foi consertada e as pichações foram removidas, antes de ser repintada e com as luzes instaladas. Também foi cercada por grades.